# Strade Bianche de 2018
A 12.ª edição da clássica ciclista Strade Bianche foi uma corrida na Itália que se celebrou a 3 de março de 2018 sobre um percurso de 184 quilómetros com início e final na cidade de Siena.
A corrida faz parte do UCI World Tour 2018, calendário de ciclismo de classe mundial, sendo a quinta corrida do circuito.
A corrida foi vencida pelo corredor belga Tiesj Benoot da equipe Lotto Soudal, em segundo lugar Romain Bardet (Ag2r La Mondiale) e no terceiro lugar Wout van Aert (Vérandas Willems-Crelan).

## Percurso
A corrida começa e termina na cidade de Siena, feita inteiramente no sul da província de Siena, na Toscana. A corrida é especialmente conhecida por suas estradas de terra branca (strade bianche ou sterrati).
Em relação à rota da edição de 2018, dificilmente haverá diferenças nos primeiros quilómetros em relação a 2017, que incluiu 11 setores e 63 quilómetros de estradas de terra, 34,2% da corrida.
A corrida termina como nos anos anteriores na famosa Piazza del Campo em Siena, depois de uma subida estreita de paralelepípedos na Via Santa Caterina, no coração da cidade medieval, com extensões de até 16% de inclinação máxima.
Setores de estradas de terra:
| Número | Nome                  | Km    | Longitude (m) | Categoria         |
| ------ | --------------------- | ----- | ------------- | ----------------- |
| 1      | Vidritta              | 10,6  | 2.100         | *                 |
| 2      | Bagnaia               | 23    | 5.800         | *                 |
| 3      | Radi                  | 36,9  | 4.400         | * · * · *         |
| 4      | La Piana              | 47,6  | 5.500         | *                 |
| 5      | Lucignano d'Asso      | 73,7  | 11.900        | * · * · *         |
| 6      | Pieve a Salti         | 90    | 8.000         | * · * · * · *     |
| 7      | San Martino in Grania | 111,3 | 9.500         | * · * · *         |
| 8      | Fabian Cancellara     | 130   | 11.500        | * · * · * · * · * |
| 9      | Monteaperti           | 149,8 | 800           | *                 |
| 10     | Colle Pinzuto         | 161,2 | 2.400         | * · * · * · *     |
| 11     | Le Tolfe              | 172,1 | 1.100         | * · * · *         |

## Equipas participantes
Tomaram parte na corrida 21 equipas: 18 de categoria UCI World Tour de 2018 convidados pela organização; 3 de categoria Profissional Continental. Formando assim um pelotão de 147 ciclistas dos que acabaram 53. As equipas participantes foram:
| Equipes WorldTeam (18)- Sky - AG2R La Mondiale - Astana - Bahrain-Merida - BMC Racing Team - Bora-Hansgrohe - Groupama-FDJ - Lotto Soudal - Mitchelton-Scott - Movistar Team - Quick-Step Floors - Dimension Data - EF Education First-Drapac p/b Cannondale - Katusha-Alpecin - Lotto NL-Jumbo - Team Sunweb - Trek-Segafredo - UAE Team Emirates Equipes profissionais Continentais (3)- Androni Giocattoli-Sidermec - Nippo-Vini Fantini-Europa Ovini - Vérandas Willems-Crelan |
| |

## Classificações finais
- As classificações finalizaram da seguinte forma:[4]

### Classificação geral
| \| Classificação geral \| Classificação geral \| Classificação geral \| Classificação geral \| Classificação geral \| \| Ciclista \| Ciclista \| Equipe \| Tempo \| \| \| ------------------- \| ------------------- \| ------------------------- \| ------------------- \| ------------------- \| \| 1. \| Tiesj Benoot \| Lotto-Soudal \| 5h03m33s \| \| \| 2. \| Romain Bardet \| AG2R La Mondiale \| + 39s \| \| \| 3. \| Wout van Aert \| Verandas Willems-Crelan \| + 58s \| \| \| 4. \| Alejandro Valverde \| Movistar Team \| + 1m25s \| \| \| 5. \| Giovanni Visconti \| Bahrain-Merida \| + 1m27s \| \| \| 6. \| Robert Power \| Mitchelton-Scott \| + 1m29s \| \| \| 7. \| Zdeněk Štybar \| Quick-Step Floors \| + 1m42s \| \| \| 8. \| Peter Sagan \| Bora-Hansgrohe \| + 2m08s \| \| \| 9. \| Pieter Serry \| Quick-Step Floors \| + 2m11s \| \| \| 10. \| Gregor Mühlberger \| Bora-Hansgrohe \| + 2m16s \| \| \| 11. \| Matej Mohorič \| Bahrain-Merida \| + 3m05s \| \| \| 12. \| Daniel Oss \| Bora-Hansgrohe \| + 3m22s \| \| \| 13. \| Floris De Tier \| LottoNL-Jumbo \| + 4m03s \| \| \| 14. \| Gianni Moscon \| Team Sky \| + 4m08s \| \| \| 15. \| Marcus Burghardt \| Bora-Hansgrohe \| + 4m10s \| \| \| 16. \| Stefan Küng \| BMC Racing Team \| + 4m14s \| \| \| 17. \| Simon Clarke \| EF Education First-Drapac \| + 4m41s \| \| \| 18. \| Andrey Amador \| Movistar Team \| + 4m55s \| \| \| 19. \| Pierre Latour \| AG2R La Mondiale \| + 5m12s \| \| \| 20. \| Valentin Madouas \| FDJ \| + 5m14s \| \| |                    |                           |          |
| |                    |                           |          |
| Fonte: ProCyclingStats |                    |                           |          |
| Classificação geral |                    |                           |          |
| Ciclista | Ciclista           | Equipe                    | Tempo    |
| 1. | Tiesj Benoot       | Lotto-Soudal              | 5h03m33s |
| 2. | Romain Bardet      | AG2R La Mondiale          | + 39s    |
| 3. | Wout van Aert      | Verandas Willems-Crelan   | + 58s    |
| 4. | Alejandro Valverde | Movistar Team             | + 1m25s  |
| 5. | Giovanni Visconti  | Bahrain-Merida            | + 1m27s  |
| 6. | Robert Power       | Mitchelton-Scott          | + 1m29s  |
| 7. | Zdeněk Štybar      | Quick-Step Floors         | + 1m42s  |
| 8. | Peter Sagan        | Bora-Hansgrohe            | + 2m08s  |
| 9. | Pieter Serry       | Quick-Step Floors         | + 2m11s  |
| 10. | Gregor Mühlberger  | Bora-Hansgrohe            | + 2m16s  |
| 11. | Matej Mohorič      | Bahrain-Merida            | + 3m05s  |
| 12. | Daniel Oss         | Bora-Hansgrohe            | + 3m22s  |
| 13. | Floris De Tier     | LottoNL-Jumbo             | + 4m03s  |
| 14. | Gianni Moscon      | Team Sky                  | + 4m08s  |
| 15. | Marcus Burghardt   | Bora-Hansgrohe            | + 4m10s  |
| 16. | Stefan Küng        | BMC Racing Team           | + 4m14s  |
| 17. | Simon Clarke       | EF Education First-Drapac | + 4m41s  |
| 18. | Andrey Amador      | Movistar Team             | + 4m55s  |
| 19. | Pierre Latour      | AG2R La Mondiale          | + 5m12s  |
| 20. | Valentin Madouas   | FDJ                       | + 5m14s  |

## UCI World Ranking
A Strade Bianche outorga pontos para o UCI World Tour de 2018 e o UCI World Ranking, este último para corredores das equipas nas categorias UCI WorldTeam, Profissional Continental e Equipas Continentais. As seguintes tabelas mostram o barómetro de pontuação e os 10 corredores que obtiveram mais pontos:
| Posição   | 1.º | 2.º | 3.º | 4.º | 5.º | 6.º | 7.º | 8.º | 9.º | 10.º | 11.º | 12.º | 13.º | 14.º | 15.º-20.º | 21.º-30.º | 31.º-50.º | 51.º-55.º | 56.º-60.º |
| Pontuação | 300 | 250 | 215 | 175 | 120 | 115 | 95  | 75  | 60  | 50   | 40   | 35   | 30   | 25   | 20        | 12        | 5         | 2         | 1         |

| 1.º  | Tiesj Benoot       | Lotto Soudal            | 300 |
| 2.º  | Romain Bardet      | Ag2r La Mondiale        | 250 |
| 3.º  | Wout van Aert      | Vérandas Willems-Crelan | 215 |
| 4.º  | Alejandro Valverde | Movistar                | 175 |
| 5.º  | Giovanni Visconti  | Bahrain Merida          | 120 |
| 6.º  | Robert Power       | Mitchelton-Scott        | 115 |
| 7.º  | Zdeněk Štybar      | Quick-Step Floors       | 95  |
| 8.º  | Peter Sagan        | Bora-Hansgrohe          | 75  |
| 9.º  | Pieter Serry       | Quick-Step Floors       | 60  |
| 10.º | Gregor Mühlberger  | Bora-Hansgrohe          | 50  |